# Халенбек-Рольсдорф
Халенбек-Рольсдорф (нем. Halenbeck-Rohlsdorf) — община в Германии, в земле Бранденбург.
Входит в состав района Пригниц. Подчиняется управлению Майенбург.  Население составляет 601 человек (на 31 декабря 2010 года). (2007). Занимает площадь 39,45 км².
| Год  | Население |
| ---- | --------- |
| 2005 | 707       |
| 2010 | 624       |